# Мисливець за приданим
Мисливець за приданим (англ. The Fortune Hunter) — американська кінокомедія режисера Чарльза Райснера 1927 року.

## У ролях
- Сід Чаплін — Нат Дункан
- Гелен Костелло — Джозі Локвуд
- Клара Гортон — Бетті Грем
- Дьюк Мартін — Гаррі Вест
- Томас Джеффресон — Сем Грем
- Ервілль Алдерсон — Блінкі Локвуд
- Пол Крюгер — Роланд
- Нора Сесіл — Бетті Карпентер
- Луїза Карвер — власниця магазину
- Боб Перрі — шериф
- Бейб Лондон — офіціантка